# La compagnia della forca
La Compagnia della forca è una serie umoristica a fumetti con ambientazione medievale scritta e disegnata da Magnus (Roberto Raviola) con la collaborazione di Giovanni Romanini.

## Storia editoriale
L’idea per la serie nacque durante una conversazione fra Magnus e Romanini mentre i due erano in treno per una delle trasferte che periodicamente compivano fra Milano e Bologna alla fine del 1975 quando collaboravano stabilmente con la Edifumetto di Renzo Barbieri. Il tema del nuovo fumetto traeva ispirazione dal genere medievale che andava di moda al cinema e in televisione in quel periodo grazie a film come Brancaleone e ad alcuni sceneggiati televisivi trasmessi dalla Rai. L'editore concesse a Magnus ampia libertà creativa e decise di pubblicare un fumetto umoristico nella speranza di raggiungere parte dei lettori di Alan Ford, serie creata da Magnus stesso con Max Bunker, e che era uno dei maggiori successi del periodo. Decise quindi di realizzare una collana di ventiquattro episodi da centoventi pagine ciascuno nello stesso formato di Alan Ford pubblicato dalla Editoriale Corno. Le trame vennero abbozzate da Magnus già nella primavera del 1976 e la sceneggiatura dei primi sette episodi furono completate entro la fine dello stesso anno, mentre le tavole furono finite entro il giugno del 1977, con Magnus che abbozzava i disegni rifiniti e inchiostrati poi da Romanini.
La storia è ambientata in un medioevo fantastico, inizialmente senza puntuali riferimenti storici, anche se nelle storie successive Magnus prese ispirazione dei suoi viaggi nei Balcani ambientando le vicende in un'epoca e in luoghi storicamente e geograficamente ben delineati. Per i personaggi Magnus si ispirò graficamente alla cerchia degli amici degli autori. Crumb, ad esempio, era ispirato a Magnus stesso e Bertrando a Romanini, mentre Euriante alla moglie di quest'ultimo e Lattemiele a Carlo Conti, responsabile amministrativo della Edifumetto. Occhidolci fu ispirato dal disegnatore Marco Buldrini e il consigliere Nar-Mun all'editore Barbieri.
La serie si compone di 18 volumi pubblicati dall'aprile del 1977 al settembre dell'anno successivo per l'etichetta Edizioni GEIS. La pubblicazione mensile fu interrotta e solo nel luglio del 1979 fu pubblicato un volume conclusivo, doppio, edito dalla Edifumetto.  La serie venne così chiusa anticipatamente rispetto ai 24 volumi inizialmente programmati e gli ultimi sei albi programmati vengono condensati nel numero finale che richiese a Magnus sei mesi di lavoro per terminare e completare la storia.
La serie è stata ristampata più volte. Una prima volta nel 1988 in 10 volumi da Alessandro Distribuzioni, poi dalla Granata Press tra il 1992 e 1996 in 20 volumi. Infine nel 2005 in una nuova edizione di 10 volumi dalla Panini Comics. Rizzoli Lizard ha poi pubblicato le storie in due volumi cartonati usciti nel 2015 e nel 2016 all'interno di una iniziativa dedicata al lavoro di Magnus.

## Trama e personaggi
Protagonista della serie è una compagnia di ventura composta da personaggi di varia estrazione e intenti, che affrontano nemici in una sequenza di avventure corali senza protagonista fisso; a seguito dello scioglimento della compagnia, verranno narrate anche le vicende dei singoli personaggi in giro per il mondo.
A capo della compagnia sta sir Percy di Montblanc, un giovane e imbranato cavaliere della casata dei Montblanc il quale raramente esce vincitore nei vari scontri con gli avversari; spesso finisce in prigione o schiavizzato su qualche galea per poi tornare libero e riunirsi agli altri membri della compagnia per lo scontro finale con le forze del male. Gli altri componenti del gruppo sono:
- Capitan Golia, Magister militum, forte e esperto guerriero;
- Annalisa di Montblanc, sorella di Percy (e più abile di lui), graziosa fanciulla con modi da maschiaccio e l'abbigliamento in stile Robin Hood, esperta nel tiro con l'arco che spesso riesce a dimostrare la propria superiorità agli sprezzanti colleghi maschi. Di lei si innamoreranno molti personaggi della storia. Nonostante il fratello la ritenga inadatta per la vita militare è, a differenza del fratello stesso, piuttosto in gamba. Dopo lo scontro finale con le forze dell'Oscuro Signore e lo scioglimento della compagnia si accasa con un giovane cavaliere.[8]
- Bertrando, fromboliere e menestrello (ispirato alle fattezze di Romanini) è un simpatico dongiovanni che per le sue passioni si ritroverà spesso costretto a fuggire inseguito da mariti traditi.[9]
- Messer Ciacco, vivandiere ed ex boia;[10]
- Ser Crumb, anziano scudiero di Percy (le cui fattezze ricordano Magnus);
- Crusca, addetto ai lavori più umili e considerato erroneamente un idiota da Capitan Golia; in realtà è in gamba ma ha un pessimo carattere. A seguito dello scioglimento della compagnia, Crusca farà valere le sue abilità arrivando a comandare un gruppo di predoni ma poi si riunirà agli altri componenti nel finale della storia, dando un valido contributo alla vittoria.[10]

A questo gruppo di mercenari si uniscono spesso anche il Dottor Nadir, uno studioso di scienze orientali, con il suo amico Re Rospo (un rospo), e Lattemiele, un furbo contabile. La compagnia è avversata dall'Oscuro Signore e dai suoi servi, in particolare Crocca, un avvoltoio che fa da voce narrante oltre che protagonista. Compaiono inoltre saggi, monaci corrotti, geni, draghi, sultani, nani, giganti, personaggi storici e di fantasia. Fanno da ricorrente siparietto i battibecchi tra un finto rappresentante dell'imperatore e il suo servo Rosencranz.